# Ulrich von Wilamowitz-Moellendorff
Enno Friedrich Wichard Ulrich von Wilamowitz-Moellendorff (Markowice, Cujávia, Província de Posen, 22 de dezembro de 1848 - Berlim, 25 de setembro de 1931) foi um filólogo clássico alemão.

## Vida
Wilamowitz passou sua infância em Markowice na Cujávia, onde obteve sua educação fundamental com um professor em casa (em alemão: Hauslehrer). Em 24 de abril de 1862 inscreveu-se na famosa escola regional de Pforta (em alemão: Landesschule Pforta), local em que foi incentivado a estudar latim e grego.
Em setembro de 1867, deixa a Escola Pforta e ingressa na Universidade de Bonn. Ali teve aulas com os professores Otto Jahn e Hermann Usener, representantes da escola bonnense de filologia clássica (em alemão: Bonner Schule der Klassischen Philologie). Em Bonn torna-se amigo de Hermann Diels e vivencia a polarização ocorrida entre os estudantes seguidores de Otto Jahn e Friedrich Wilhelm Ritschl, devido ao episódio chamado guerra dos filólogos de Bonn (em alemão: Bonner Philologenkrieg), ocorrido em 1865.  Alguns estudantes, dentre eles Friedrich Nietzsche e Erwin Rohde, seguirão o professor Ritschl, quando este decide se transferir para Universidade de Leipzig. Wilamowitz mantém-se próximo do professor Jahn e, após sua morte (setembro de 1869), transfere-se, juntamente com Diels, para Universidade de Friedrich-Wilhelm (em alemão: Friedrich-Wilhelms-Universität), conhecida hoje como Universidade Humboldt de Berlin. Conclui seu doutorado em Berlin no ano de 1870.
Casa-se com Maria Mommsen, filha mais velha do historiador alemão Theodor Mommsen, em 1878.

## Academia

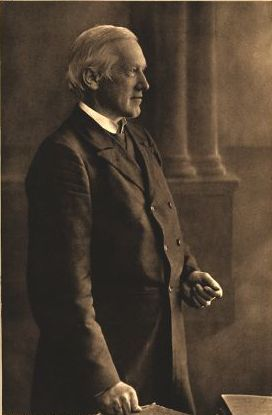
Ulrich von Wilamowitz-Moellendorff (ca. 1905)

Entre 1874 e 1876 torna-se professor livre-docente (em alemão: Privatdozent) na Universidade Humboldt de Berlin. Em 1875 escreve Wilamowitz sua tese de livre-docência (em alemão: Habilitation) com o tema "Analecta Euripidea".
No período entre 1876 até 1883 transfere-se como professor de filologia clássica para Universidade de Greifswald. Segue depois para Universidade de Göttingen, entre os anos de 1883 até 1897. Por fim, retorna como professor titular para Universidade Humboldt de Berlin, entre 1896 e 1931. Foi também reitor nesta última universidade (1915-1916). Wilamowitz foi professor convidado nas universidades de Oxford (1908) e Upsália (1912).
Além das atividades como professor, foi membro da Academia de Ciências da Prússia (1899), tornando-se seu presidente (1902). Foi membro também do Instituto Arqueológico Alemão (1894) e membro correspondente da Academia Norueguesa de Ciências e de Letras (1909). Paralelamente, foi editor da revista "Philologische Untersuchungen", entre 1880 e 1925.
Quando ainda na presidência da Academia de Ciências da Prússia, Wilamowitz incentivou a continuação da publicação das Inscriptiones Graecae, continuando a obra de August Böckh e Adolf Kirchhoff.
Entre seus inúmeros estudantes, destacam-se Werner Jaeger, Eduard Fraenkel, Hermann Fränkel, Paul Friedländer, Felix Jacoby, Paul Maas, Max Pohlenz, Karl Reinhardt, Wolfgang Schadewaldt, Eduard Schwartz, Wolfgang Passow e Ludwig Traube.

## Algumas Obras
Verificar também o Wikisource.
- In wieweit befriedigen die Schlüsse der erhaltenen griechischen Trauerspiele? Ein ästhetischer Versuch [1867]. (editado por William M. Calder III). Leiden: 1974.
- Observationes criticae in comoediam Graecam selectae (Tese escrita em Berlin, 1870). Berlin: Schade, 1870.
- Analecta Euripidea (Tese de Livre-docência escrita em Berlin, 1875). Berlin: Borntraeger, 1875.
- Aus Kydathen, Berlin: 1880.
- Antigonos von Karystos. Berlin: Weidmann, 1881 (2a. edição, 1966).
- Homerische Untersuchungen. Berlin: Weidmann, 1884.
- Aristoteles und Athen. Berlin: Weidmann, 1893 (2 Vol., 3a. edição, 1985).
- Die Textgeschichte der griechischen Lyriker. Berlin: Weidmann, 1900 (2a. edição, 1970).
- Reden und Vorträge. Berlin: Weidmann, 1901.
- Griechisches Lesebuch. Berlin: Weidmann, 1902.
- Die Textgeschichte der griechischen Bukoliker. Berlin: Weidmann, 1906.
- Einleitung in die griechische Tragödie. Berlin: Weidmann, 1907.
- No livro Die Kultur der Gegenwart, organizado por Paul Hinneberg, aparecem como sendo de Wilamowitz:
  - Die griechische und lateinische Literatur und Sprache. Berlin: Teubner, 1907.
  - Staat und Gesellschaft der Griechen und Römer. Berlin: Teubner, 1910 (2a. edição, 1923).
- Sappho und Simonides: Untersuchungen über griechische Lyriker. Berlin: Weidmann, 1913 (novas impressões em 1966 e 1985).
- Aischylos: Interpretationen. Berlin: Weidmann, 1914 (2a. edição, Zurique/Dublin, 1967.
- Reden aus der Kriegszeit. Berlin: Weidmann, 1915.
- Die Ilias und Homer. Berlin: Weidmann, 1916 (3a. edição, 1966).
- Der griechische und der platonische Staatsgedanke. Berlin: Weidmann, 1919.
- Platon. Leben und Werke/ Beilagen und Textkritik. Berlin: Weidmann, 1919 (2 volumes: 2a. edição, 1920; 3a. edição, 1929; 4a. edição, 1948; 5a. edição, 1969; nova impressão, 1992).
- Griechische Verskunst. Berlin: Weidmann, 1921. (3a. edição, 1975).
- Geschichte der Philologie. Berlin/Leipzig: Teubner, 1921 (Leipzig, 1959; Stuttgart/Leipzig, 1998). Obra traduzida para o inglês: History of Classical scholarship (Tradução de Alan Harris e edição, com introdução e notas de Hugh Lloyd-Jones). Londres: 1982.
- Hellenistische Dichtung in der Zeit des Kallimachos. Berlin: Weidmann, 1924. 2 Bände. 2. Auflage 1973.
- Die Heimkehr des Odysseus: Neue homerische Untersuchungen. Berlin: Weidmann, 1927.
- Erinnerungen 1848–1914. Leipzig: Koehler, 1928. Tradução para o inglês de George Chatterton Richards: My recollections, 1848–1914. Londres: 1930.
- Kyrene. Berlin: Weidmann, 1928.
- Der Glaube der Hellenen. 2 Vols. Berlin: Weidmann, 1931–1932. (2a. edição, Darmstadt: Wissenschaftliche Buchgesellschaft, 1955; novas impressões em 1959, 1984, 1994).
- Kleine Schriften, obra organizada por Paul Maas com apoio da Academia de Ciências da Prússia. Berlin: Weidmann, 1935–1972 (6 Volumes).
- ΕΛΕΓΕΙΑ [ELEGEIA], obra organizada por Friedrich Hiller von Gaertringen. Berlin: 1938.